# Ze śmiertelnego zimna
Ze śmiertelnego zimna (alternatywnie jako Z przejmującego zimna, ang. The Spy Who Came in from the Cold) – powieść Johna le Carré, charakteryzująca się zawiłą fabułą i przedstawiająca zarys metod szpiegowskich niezgodnych z wartościami świata zachodniego. W 1965 roku Martin Ritt nakręcił film na podstawie utworu z Richardem Burtonem w roli protagonisty Aleca Leamasa.
Książka otrzymała świetne recenzje, w 2006 roku tygodnik Publishers Weekly nazwał ją najlepszą powieścią szpiegowską wszech czasów.

## Fabuła
Centrala wschodnioberlińskiego MI6 pod nadzorem brytyjskiego szpiega Aleca Leamasa ma duże kłopoty. Jej najlepszy i ostatni podwójny agent Karl Riemeck został zastrzelony przez ludzi Mundta, gdy próbował przejść przez granicę do Berlina Zachodniego.
Bez żadnych agentów w Niemczech Wschodnich (Mundt zlikwidował wszystkich) skompromitowany Leamas zostaje wezwany do Anglii. Jego szef zleca mu jego ostatnią misję. Ma dostarczyć fałszywe informacje komunistom, które sugerowałyby, że Mundt jest brytyjskim podwójnym agentem – co już wcześniej podejrzewał jego podwładny Fielder – i co doprowadziłoby do likwidacji Mundta przez jego własne służby. MI6 informuje Leamasa, że Fielder będzie najlepszym człowiekiem do pozbycia się Mundta. George Smiley i jego wcześniejszy asystent Peter Guillam instruują protagonistę, podając mu szczegóły jego najważniejszej misji. Ponadto Leamas zostaje poinformowany, że Smiley nie wrócił do centrali z powodu jego wątpliwości w stosunku do etyki przeprowadzanych operacji.
Aby uwiarygodnić w oczach agentów Niemiec Wschodnich jego gotowość do zdrady, Leamas zostaje oficjalnie zwolniony z żałosną odprawą. Zatrudnia się w lokalnej bibliotece, lecz traci nawet tę pracę, pijąc coraz więcej. Tam spotyka też młodą Żydówkę Liz Gold, która jest sekretarką lokalnej komórki partii komunistycznej w Wielkiej Brytanii. Pomimo jej politycznych przekonań rozwija się między nimi intymny związek. Nim Leamas podejmuje ostatni krok zaplanowany przez wywiad, prosi Liz, aby ta obiecała, że nie będzie go szukać, bez względu na to co usłyszy, a następnie odchodzi. Nakazuje centrali, aby zostawiła dziewczynę w spokoju, na co ta przystaje. Leamas – w ramach planu – napada na właściciela sklepu spożywczego i ląduje w więzieniu.
Po jego opuszczeniu kontakt z nim nawiązuje w Anglii wschodnioniemiecki agent, który zabiera go najpierw do Holandii, a następnie do Niemiec Wschodnich, gdzie ten napotyka na coraz wyższych stopniem oficerów. Podczas jego sprawozdań protagonista przedkłada co pewien czas różne fakty, które wskazują na wypłaty pieniędzy dokonane przez brytyjskiego podwójnego agenta. Leamas udaje przy tym, że nie widzi kontekstu owych implikacji. W międzyczasie w Anglii Smiley i Guillam pojawiają się w mieszkaniu Liz Gold, twierdząc, że są przyjaciółmi Aleca, wypytując o Leamasa oraz oferując pomoc finansową.
W Niemczech Wschodnich Leamasowi zostaje przedstawiony sam Fiedler. Prowadzą oni liczne konwersacje w leśnej chatce, podczas których Fiedler szuka niezbitych dowodów przeciwko Mundtowi i angażuje się w ideologiczne i filozoficzne dyskusje z pragmatycznym Leamsem. Podług niego Fielder zdaje się być zadowolony z życia w cieniu Mundta, będąc relatywnie młodym i błyskotliwym. Protagonista jest pozytywnie nastawiony do człowieka, który spędził II wojnę światową na emigracji w Kanadzie i który jest idealistą komunistycznym, stawiającym na pierwszym miejscu etykę jego czynów. Dla kontrastu Leamas postrzega Mundta jako brutalnego i oportunistycznego najemnika, który był nazistą przed 1945 i który dołączył do partii komunistycznej, ponieważ było tam kilku oficerów, którzy wciąż byli antysemitami. Leamas wierzy, że pomoc Fielderowi w pozbyciu się Mundta będzie godnym przedsięwzięciem. W tym czasie Liz Gold zostaje zaproszona do Niemiec Wschodnich w ramach wymiany informacji partii komunistycznej.
Walka o wpływy w Niemczech nabiera rozpędu, kiedy człowiek Mundta aresztuje i torturuje Fieldera i Leamasa. Interweniuje szefostwo reżimu. Fielder zdążył złożyć wniosek o uwięzienie Mundta tego samego dnia, kiedy obaj zostali pojmani. Zostają więc zwolnieni i wezwani do uczestnictwa w zwołanym tajnym trybunale w prowincjonalnym mieście Görlitz w celu prezentacji ich argumentów.
Podczas procesu Leamas dokumentuje serię tajnych płatności na konta bankowe, które według analizy Fieldera pokrywają się z podróżami Mundta. Fielder udowadnia również, że Riemeck przekazał informacje Leamasowi, do których nie powinien mieć dostępu, a które Mundt mógł posiadać. Przedkłada on ponadto trybunałowi kilka innych dowodów, które wskazują na to, że Mundt jest podwójnym agentem. Twierdzi, że został złapany w Anglii, a następnie pozwolono mu uciec, kiedy zgodził się on na współpracę z Brytyjczykami.
Obrońca Mundta powołuje nieoczekiwanie świadka Liz Gold. Choć nie chce ona zeznawać przeciw Leamasowi, przyznaje, że jej umowa najmu była opłacona przez George’a Smileya, gdy ten złożył jej wizytę. Przyznaje również, że Leamas prosił ją, aby ta obiecała, że nie będzie go szukać, kiedy odjedzie oraz że Leamas rozstał się z nią w noc przed tym jak napadł na właściciela sklepu spożywczego. Protagonista zdaje sobie sprawę, że gra jest skończona, a operacja kończy się niepowodzeniem. Oferuje przyznanie się do winy i wyjawienie prawdy w zamian za wolność Liz. Oznajmia, że został zwerbowany przez wywiad, aby wrobić Mundta. Dodaje, że Fiedler nie miał z tym nic do czynienia, choć sąd odrzuca i szydzi tym twierdzeniem. W przesłuchaniu Fielder pyta Mundta, skąd ten wiedział, że ktoś zapłacił umowę najmu Liz. Mundt zwleka (sekundę za długo jak myślał Leamas) nim udziela odpowiedzi. Gdy Fielder zostaje aresztowany, Leamas uzmysławia sobie prawdziwą naturę operacji.
Liz zostaje uwięziona w celi, lecz wkrótce razem z Leamasem jest eskortowana do samochodu na polecenie Mundta. Podczas ich podróży do Berlina, gdzie mają uciec dalej na Zachód, Leamas wyjaśnia istotę całej operacji razem z elementami, których nie był świadom podczas procesu. Okazuje się, że symulowane opłaty rzeczywiście miały miejsce, a Mundt był podwójnym agentem, zdającym raport do Smileya i Guillama. Operacja była skierowana przeciwko Fielderowi, a nie przeciwko Mundtowi jak podejrzewał protagonista. Powodem był fakt, że Fielder był bliski zdemaskowania podwójnego agenta brytyjskiego. Dla Mundta był on jednak zbyt znaczącą jednostką, by się go pozbyć na własną rękę, dlatego wywiad zdecydował się zrobić to za niego. Leamas i Liz zostali włączeni w operację, by dostarczyć Mundtowi środków do zdyskredytowania Leamasa i co za tym idzie Fieldera. Zakochując się, protagonista ułatwił wywiadowi zadanie. Liz jest przerażona, iż Brytyjczycy mogli planować śmierć inteligentnego i troskliwego człowieka, jakim był Fielder, by chronić „nikczemnego” Mundta. Autor nie podaje szczegółów dotyczących losów Fieldera, ale na pytanie Liz, co się z nim stanie, protagonista odpowiada, że zostanie on prawdopodobnie rozstrzelany.
Mimo niechęci Liz towarzyszy Leamasowi; oboje zamierzają przejść przez druty zabezpieczające i uciec do Berlina Zachodniego. W ostatnim rozdziale zatytułowanym „ze śmiertelnego zimna”, Leamas wspina się na mur i próbuje wciągnąć Liz. W tym momencie smuga światła pada dokładnie na nich i padają trzy lub cztery strzały. Palce Liz wymykają się z ręki Leamasa i ta spada. Protagonista słyszy głos Smieleya na zachodniej stronie: Dziewczyna, gdzie jest dziewczyna? Leamas spostrzega ją leżącą w bezruchu na ziemi i szybko zawraca. Wtedy zostaje zabity przez dwa lub trzy wystrzały strażników.

## Wpływ
Książka była postrzegana jako rewolucyjna w momencie jej publikacji. Agencje wywiadowcze były odbierane jako promujące zachodnie wartości. Taka wizja wysuwała się na pierwszy plan w powieściach z serii James Bond, gdzie prezentowane były quasi-romantyczne fantazje, jak powinny wyglądać służby wywiadowcze. Le Carré zszokował czytelników, pokazując ich obraz po obu stronach, praktykujących te same zagrywki taktyczne w imię bezpieczeństwa narodowego.
Świat Aleca Leamasa przypomina w niewielkim stopniu ten z historii o Jamesie Bondzie. Tam motywy wolnego seksu i aspekty niebezpieczeństwa są idealizowane i proste, w powieści Le Carré’a natomiast miłość niesie prawdziwe emocje, które mogą mieć zgubne konsekwencje dla jednostki. W świecie Leamasa dobro nie zawsze musi triumfować nad złem, co okazywało się problematyczne dla niektórych krytyków.
W latach 60. niektórzy recenzenci otwarcie krytykowali defetyzm Leamasa. Magazyn Times pisał, że bohater musi triumfować nad swoimi wrogami, tak samo jak w baśniach, a jeśli jest dokładnie odwrotnie, to zatraca się cały sens historii. Ten komentarz jednak powstał w kontekście trwającej zimnej wojny, gdzie z jednej strony był „dobry” Zachód, a z drugiej „zły” Wschód. Według tego schematu koniec książki, kiedy to brytyjski agent zostaje zastrzelony na granicy przez komunistów, oznacza, że zło odnosi zwycięstwo. Jednak różne wskazówki w utworze – jak wyrzuty Leamasa odnośnie do jego roli w spisku – a także wątpliwości Smileya i Fieldera – rysują całkiem inną interpretację zdarzeń ze strony autora.
Leamas wskazuje, iż operacja przeciwko Fielderowi nie broni się moralnie, natomiast musiała zostać przeprowadzona. Pomimo niechęci nie miał on innego wyjścia, jak tylko wycofać się i przyglądać z dystansu:
Ludzie, którzy uczestniczą w tej grze, podejmują ryzyko. Fielder przegrał, Mundt wygrał – i w tym cały sens. To była wstrętna, okropna operacja. Ale się opłaciła i to jest jedyna reguła.
W postaci Hansa Dietera Mundta autor wykreował prawdziwy czarny charter: jest on bezlitosnym, najemnym zabójcą, któremu zabijanie sprawia przyjemność i który do tego stopnia nienawidził Żydów, iż mógł on być gotowy do zdrady zachodnich agentów, zabijając przy tym Liz, zanim ta powróciłaby na Zachód. Mimo to Alec cynicznie mówi jej w drodze do Berlina, że przetrwanie Mundta było istotniejsze niż życie jego samego, Fieldera i kogokolwiek innego.
Mundt zaaranżował śmierć Liz Gold (szczegółowe instrukcje dla Leamasa, jak ma się wspinać po murze), lecz powód wydania takiego rozkazu nie jest jednoznaczny. Jest on antysemitą, który mógł chcieć zdradzić jego zachodnich wspólników. Innym wytłumaczeniem jest fakt, iż Mundt jako brytyjski podwójny agent chciał zabić Liz, gdyż ta widziała zbyt wiele i mogłaby rozmawiać o sprawie z innymi towarzyszami komunistycznymi w drodze do domu, bądź też z samymi mediami, co obróciłoby w proch przykrywkę Mundta, mimo całej misternej operacji.
Ostatnie pytanie Smileya do Leamasa (o to, gdzie jest Liz) wskazuje na to, że Mundt działał bez jego wiedzy, choć nie zwalnia to Brytyjczyków z odpowiedzialności. Decyzja o tym, by zabić Liz Gold, byłaby zgodna z bezwzględnym i tajnym charakterem służb opisanych w książce, które nie chciały przy tym w żaden sposób wplątać brytyjskiego rządu i zamierzały ukryć część operacji przed skrupulatnym Smileyem. Dla kontrastu, śmierć Leamasa była nieplanowana i konieczna tylko, gdy ten zszedł z muru na stroną wschodnią Berlina. Dodatkowa akcja strażników na granicy mogłaby sprowadzić podejrzenia na Mundta.
Magazyn Time, umieszczając książkę wśród 100 najlepszych powieści anglojęzycznych wydanych od 1923 do 2005 roku, koncentruje się na kosztach zimnej wojny w odniesieniu do agentów takich jak Leamas i nazywa utwór: smutnym portretem człowieka, który żył kłamstwami i podstępem tak długo, że zapomniał, jak mówić prawdę.

## Nagrody i adaptacje
W 1963 roku John Le Carre został nagrodzony Złotym Sztyletem za najlepszą powieść od Stowarzyszenia Pisarzy Literatury Kryminalnej. Dwa lata później została jej przyznana nagroda im. Edgara Allana Poe. Był to pierwszy utwór, który otrzymał wyróżnienie za najlepszą powieść od obu stowarzyszeń literatury kryminalnej. Scenarzyści Paul Dehn i Guy Trosper, którzy byli twórcami adaptacji książki w produkcji filmowej z 1965 roku, otrzymali nagrodę Edgara następnego roku za najlepszy scenariusz do amerykańskiego filmu.
W 2005 roku z okazji 50. rocznicy przyznawania nagród przez Stowarzyszenie Pisarzy Literatury Kryminalnej, powieść Ze śmiertelnego zimna otrzymała Sztylet Sztyletów, jedyne tego rodzaju wyróżnienie za najlepszy utwór spośród 50, które dotychczas zostały odznaczone. Także w 2005 roku powieść została uznana za jedną ze 100 najlepszych utworów anglojęzycznych przez magazyn Time.